# Danilo Benedičič
Danilo Benedičič, slovenski gledališki, filmski in televizijski igralec * 16. november 1933, Pristava, Tržič. † 19. februar 2021.

## Življenje in delo
Rodil se je očetu zidarju Jerneju in materi Alojziji (roj. Markun). Na ljubljanski Akademiji za gledališče, radio, film in televizijo je v letih 1953−1957 študiral v letniku Vide Juvan. Absolviral je z vlogo Trofimova v Čehovem Višnjevem vrtu. Diplomiral je leta 1970. 
Kot izrazit nosilec mladostnih vlog se je že na Odru 57 uveljavil kot Paž v Smoletovi Antigoni in Dan v Zajčevih Otrocih reke. Takoj po študiju se je zaposlil v ljubljanski Drami in bil njen član od 1957 do 1996, ko se je upokojil, a se še pojavljal na odrskih deskah. V Drami SNG je odigral vrsto nosilnih vlog, najprej junaških, nato karakternih in grotesknih pa tudi komičnih. Igral je tudi na radiu, televiziji in pri filmu.
V svojem stalnem gledališču je oblikoval mnogo nosilnih vlog za nekatere je bil tudi nagrajen, saj je prejel Severjevo nagrado (1974), Borštnikovo nagrado za igro na Borštnikovem srečanju (1976), nagrado Prešernovega sklada (1980), Župančičevo nagrado (1985) ter leta 1989 najvišje slovensko igralsko priznanje Borštnikov prstan.
Umrl je 19. februarja 2021.

## Vloge na filmu in televiziji
- Financar; Tistega lepega dne, režiser France Štiglic, Viba film Ljubljana (1962)
- Glavni; Prestop, režiser Matija Milčinski, Viba film Ljubljana in Vesna film Ljubljana (1980)
- Stric Stevek; Veselo gostivanje, režiser France Štiglic, Viba film Ljubljana (1984)
- Košar; Naš človek, režiser Jože Pogačnik, Viba film Ljubljana (1985)
- Župnik; Ljubezen nam je vsem v pogubo, režija Jože Gale, TV Ljubljana in Viba film Ljubljana (1987
- Kolbezen; Živela svoboda, režiser Rajko Ranfl, Viba film Ljubljana (1987)
- Prezident; Prestop, režiser Jože Pogačnik, Viba film Ljubljana (1990)
- Sodnik; Do konca in naprej, režiser Jure Pervanje, Viba film Ljubljana in Studio 37, Ljubljana (1990)
- Oskar; Ječarji, režiser Marjan Ciglič, Studio 37 Ljubljana in Viba film Ljubljana 1990)